# Clambake
Clambake è il 25° album in studio di Elvis Presley, pubblicato nel 1967 negli Stati Uniti, contenente la colonna sonora del film Miliardario... ma bagnino, da lui interpretato.

## Produzione
Le sedute di registrazione si tennero nello Studio B della RCA a Nashville, Tennessee, il 21, 22, e 23 febbraio del 1967. Ulteriori sedute di registrazione vennero effettuate il giorno 10 e 11 del mese di settembre dello stesso anno.
Alla fine dell'anno 1966, Presley non godeva più della stessa popolarità e della stessa considerazione artistica di cui era stato oggetto durante i suoi primi dieci anni di carriera. Lui stesso non era entusiasta di continuare a incidere dischi contenenti colonne sonore di pellicole di dubbio gusto, e il progetto per il disco che avrebbe dovuto contenere la colonna sonora, si dimostrò sin dall'inizio problematico. Le sessioni di registrazione si rivelarono un fiasco, poiché delle 8 canzoni incise, due non vennero inserite nella colonna sonora definitiva della pellicola, e persino dopo l'aggiunta del brano How Can You Lose What You Never Had, il disco raggiunse appena le 7 tracce di lunghezza.
Un'altra seduta programmata per incidere ulteriore materiale venne cancellata in agosto, e rimandata a settembre. Qui Presley scelse brani che gli piacevano personalmente, come il successo country del 1956 You Don't Know Me di Eddy Arnold e Big Boss Man di Jimmy Reed. Entrambi i brani vennero pubblicati come singolo alla fine di settembre prima di essere anche inclusi nell'album, ma raggiunsero a fatica la zona alta delle classifiche (la "Top 40"). Inoltre Presley volle incidere anche una canzone di Jerry Reed che aveva sentito alla radio, Guitar Man, che aveva molto apprezzato. Invitò quindi lo stesso Reed in studio, allo scopo di replicare il caratteristico sound della chitarra acustica che egli utilizzava durante le sedute di registrazione. Cinque brani furono alla fine selezionati dopo l'effettuazione della seduta per essere inclusi nell'album, sìcchè venne raggiunto il numero complessivo preventivato di 12 tracce, e l'album raggiunse la sua configurazione definitiva.
Nonostante queste aggiunte, l'album contenente la colonna sonora del film Clambake vendette poco meno di 200 000 copie, raggiungendo un risultato peggiore di quello che lo aveva preceduto, Double Trouble, che già si era fregiato del poco invidiabile primato dell'album di Elvis contraddistinto dal peggior risultato di classifica realizzato sino ad allora.

## Accoglienza
Il disco raggiunse la posizione numero 40 nella classifica Billboard 200 negli Stati Uniti.

## Tracce
Posizioni in classifica tratte da Billboard Hot 100

### Lato A
| Traccia | Registrazione | Titolo                      | Autore                      | Durata |
| ------- | ------------- | --------------------------- | --------------------------- | ------ |
| 1.      | 9/10/67       | Guitar Man                  | Jerry Reed                  | 2:30   |
| 2.      | 2/22/67       | Clambake                    | Ben Weisman e Sid Wayne     | 2:36   |
| 3.      | 2/22/67       | Who Needs Money             | Randy Starr                 | 3:15   |
| 4.      | 2/21/67       | A House that Has Everything | Roy C. Bennett e Sid Tepper | 2:14   |
| 5.      | 2/22/67       | Confidence                  | Roy C. Bennett e Sid Tepper | 2:33   |
| 6.      | 2/22/67       | Hey, Hey, Hey               | Joy Byers                   | 2:30   |

### Lato B
| Traccia | Registrazione | N° Catal. | Data    | Pos. Clas. | Titolo                              | Autore                     | Durata |
| ------- | ------------- | --------- | ------- | ---------- | ----------------------------------- | -------------------------- | ------ |
| 1.      | 9/11/67       | 47-9341b  | 9/26/67 | numero 44  | You Don't Know Me                   | Cindy Walker e Eddy Arnold | 2:27   |
| 2.      | 2/21/67       |           |         |            | The Girl I Never Loved              | Randy Starr                | 1:52   |
| 3.      | 2/21/67       |           |         |            | How Can You Lose What You Never Had | Ben Weisman e Sid Wayne    | 2:27   |
| 4.      | 9/10/67       | 47-9341   | 9/26/67 | numero 38  | Big Boss Man                        | Luther Dixon e Al Smith    | 2:50   |
| 5.      | 9/11/67       |           |         |            | Singing Tree                        | A.L. Owens e A.C. Solberg  | 2:17   |
| 6.      | 9/10/67       |           |         |            | Just Call Me Lonesome               | Rex Griffin                | 2:05   |

### Ristampa in CD del 2006 (serieFollow that Dream)
1. Guitar Man - 2:19
2. Clambake - 2:35
3. Who Needs Money? - 3:15
4. A House That Has Everything - 2:13
5. Confidence - 2:32
6. Hey, Hey, Hey - 2:29
7. You Don't Know Me - 2:29
8. The Girl I Never Loved - 1:51
9. How Can You Lose What You Never Had - 2:26
10. Big Boss Man - 2:51
11. Singing Tree - 2:17
12. Just Call Me Lonesome - 2:06
13. You Don't Know Me (Film version – take 20) - 2:19
14. Clambake (Reprise – take 4) - 0:21
15. Clambake (Take 3B) - 2:42
16. How Can You Lose What You Never Had (Takes 1 & 2) - 4:16
17. You Don't Know Me (Film version – take 3) - 2:42
18. Hey, Hey, Hey (Takes 3, 5 & 6) - 5:05
19. The Girl I Never Loved (Takes 4 & 5) - 3:33
20. Clambake (Takes 1 & 5) - 3:26
21. A House That Has Everything (Takes 4, 5 & 6) - 4:00
22. You Don't Know Me (Film version – takes 7 & 10) - 3:15
23. How Can You Lose What You Never Had (Take 3) - 2:37
24. Hey, Hey, Hey (Takes 7 & 8) - 4:13
25. Clambake (Reprise – takes 1, 2 & 3) - 2:48

## Musicisti
- Elvis Presley - voce
- The Jordanaires - cori
- Millie Kirkham, Dolores Edgin, June Page, Priscilla Hubbard - cori
- Boots Randolph, Norm Ray - sassofono
- Pete Drake - pedal steel guitar
- Scotty Moore, Harold Bradley, Chip Young - chitarra elettrica
- Jerry Reed - chitarra
- Charlie McCoy - chitarra elettrica, organo, armonica
- Floyd Cramer, Hoyt Hawkins - pianoforte, organo
- Bob Moore - basso
- D. J. Fontana, Buddy Harman - batteria